# کشتارهای بدرخان
کشتارهای بدرخان، سلسله قتل عام‌هایی بود که توسط امیران کُرد امارت بوتان و حکاری و نورالله، علیه آشوریان در سال‌های ۱۸۴۳ و ۱۸۴۶ انجام شد. این کشتارها منجر به کشته‌شدن بیش از ۱۰ هزار آشوری و اسارت هزاران نفر دیگر شد.

## پیشینه
آشوریان کوهستان از گذشته به دلیل استقلال‌خواهی و هم‌رزم بودن با کردها، با آنان جنگ و ستیز داشتند. در دهه ۴۰ سده ۱۹ میلادی این جنگ‌ها شکل خونین‌تری به خود گرفت. نسطوریان بوتان در ۱۲۶۱ از دادن مالیات به بدرخان سر باز زدند. بدرخان نیز با کمک نورالله بیگ امیر حکاری به اشغال و غارت سرزمین‌های آشوری مبادرت کردند. در این کشتارها ۱۰ هزار نفر از حدود ۵۰ هزار نفر آشوری عثمانی کشته شدند. راهبان کشته شدند و زنان و کودکان به اسارت درآمدند. این کشتارها منجر به تذکر دول اروپایی به عثمانی برای حفاظت از جان مسیحیان شد؛ و با دخالت عثمانی در ۱۲۶۴ ق (اوت ۱۸۴۸ م) و تسلیم بدرخان و دستگیری و تبعید او پایان یافت.
امور عثمانی
امپراتوری عثمانی در قرن نوزدهم به طور قابل توجهی تضعیف شده بود که منجر به از دست دادن کنترل مرکزی بر بین‌النهرین علیا و کردستان شد. به نظر می‌رسید که امپراتوری در آستانه فروپاشی بود که محمد علی در مصر قیام کرد و کنترل سوریه را به عهده گرفت. در آن زمان بود که امیران کرد فرصتی یافتند تا استقلال خود را اعلام کنند. از جمله ابراهیم پاشا، امیر کرد که منطقه‌ای از دیار بکر تا حلب را در بر می‌گرفت و در کنار محمد علی علیه عثمانی‌ها و متحدانشان از قبیله عرب شمر در جزیره می‌جنگید. علی‌رغم ناکامی محمد پاشا در لشکرکشی به سوریه، این رویدادها آسیب‌پذیری عثمانی‌ها را نشان داد و کردها را به تلاش برای افزابش کنترل در منطفه تشویق کرد.
این دوره شاهد افزایش نفوذ بریتانیا نیز بود. انگلیسی‌ها هرمزد رسام، باستان‌شناس آشوری اهل موصل و برادر همسر سفیر بریتانیا در این شهر را به عنوان نماینده‌ای برای گسترش نفوذ بریتانیا به مناطق قبایل مستقل آشوری منصوب کردند.
درگیری داخلی کردها
جنگ در حکاری در سال ۱۸۳۹ بین نورالله، برادر امیر سابق که در باش قلعه حکومت می‌کرد و سلیمان، برادرزاده‌اش که پایتخت آن در گلامرک بود، در گرفت. آشوری‌ها نیز به دلیل تقسیم‌بندی بر اساس بیعت‌هایشان، دو دستگی داشتند. اکثر آن‌ها از سلیمان به عنوان جانشین حمایت کردند. زمانی که نورالله حریف خود را شکست داد، با حمله به روستاهای آشوری و ایلخانی در سال ۱۸۴۱، درگیری را به قتل عام تبدیل کرد. این امر منجر به شکاف دائمی در روابط کردها و به طور کلی، مسیحیان شد. با این حال همه آشوریان با بزرگ خاندان متحد نشدند، برخی از ضعف او برای پیوستن به نورالله استفاده کردند.
این منطقه پس از اختلاف نظر بین ولی عثمانی موصل، محمد پاشا و آقا اسماعیل پاشا، وارد جنگ دیگری شد. دومی به نورالله حکاری و بدرخان، امیر جاه‌طلب بوتان متوسل شد. این سه با هم متحد شدند و آشوریان را به پیوستن فراخواندند. جنگ بین کردها و عثمانی‌ها در تابستان ۱۸۴۲ آغاز شد. ماه‌های بعدی در حکاری آرام بود و کردها درگیر جنگ موصل بودند و میسیونر آساهل گرانت شروع به ساخت یک مدرسه مذهبی بزرگ در شهر مسیحی آشیتا کرد و در سپتامبر ۱۸۴۲ کتاب‌های مقدس سریانی از موصل را در اختیار آن‌ها قرار داد.
لشکرکشی کردها در همان ماه با شکست پایان یافت و آشوری‌ها به دلیل امتناع از مداخله در جنگ سرزنش شدند. شایعاتی منتشر شد مبنی بر اینکه گرانت قلعه‌ای برای استفاده علیه کردها ساخت و نورالله به ولی ارزروم اعتراض کرد. علاوه بر این، ابراهیم پاشا موصل نیز از شایعات و افزایش فعالیت‌های تبلیغی در منطقه نگران شد. او در نامه‌ای به دولت عثمانی توضیح داد که چگونه گرانت و مسیحیان ساختمانی عظیم ساختند که حداقل شامل ۲۰۰ اتاق بود.

## قتل عام‌ ۱۸۴۳
در ژوئیه ۱۸۴۳، اتحاد کردها به رهبری بدرخان به آشوری‌ها در حکاری حمله کرد، روستاهای آن‌ها را ویران کرد و بسیاری از آن‌ها را کشت. بسیاری از آن‌ها اسیر شدند و تعداد زیادی در بازارهای برده در خاورمیانه فروخته شدند. هرمزد رسام سعی کرد با استفاده از نفوذ خود بر ولی بغداد، نجیب پاشا، بدرخان را برای آزادی زندانیان تحت فشار قرار دهد. تلاش‌های او تنها منجر به آزادی حدود ۱۵۰ نفر شد که یکی از آن‌ها خواهر پدر خاندان بود در حالی که  بقیه به عنوان غنیمت جنگی بین آقا و ملاهای کرد و ترک توزیع می‌شدند.

## قتل عام ۱۸۴۶
قتل عام دیگری توسط بدرخان در سال ۱۸۴۶ انجام شد. این قتل عام از طریق مطبوعات غربی مورد توجه جهان قرار گرفت. همچنین سیاست‌مداران اروپایی و افکار عمومی را از وضعیت اسف‌بار مسیحیان عثمانی آگاه کرد. این امر باعث شد که کشورهای اروپایی به دولت عثمانی فشار بیاورند تا مداخله کند و کشتارها را متوقف کند.
ارتش عثمانی در سال ۱۸۴۷ به منطقه اعزام شد و در چندین نبرد با کردها درگیر شد که با دستگیری بدرخان و نورالله و تبعید آن‌ها در سال ۱۸۵۰ پایان یافت.
بیش از ۱۰ هزار آشوری در جریان این کشتارها کشته شدند. حمله کردها و سپس عثمانی‌ها به وضعیت نیمه‌مستقلی که قبایل آشوری در مناطق کوهستانی داشتند پایان داد. پس از نابودی آخرین امارت نیمه‌مستقل کردی، عثمانی‌ها توانستند کنترل مستقیمی بر مرزهای شرقی آن برقرار کنند.